# Era
Era er et musikprojekt af den franske komponist Eric Levi, som ofte baseres på messen i et fantasisprog, der minder om latin. Musikken kan beskrives som New Age. Deres musik blander klassisk musik, opera, gregoriansk sang og elektronisk musik med andre samtidige stilarter og kan minde om musikprojektet Enigma.
Deres musik blev brugt i soundtracket til den franske film Les Visiteurs og i Sylvester Stallones Driven. Eric Levi bruger engelske kor til at indspille sangene. Sangen "Ameno" blev brugt i Australien i "The Power of Yes"-reklamerne for Optus Communications. Bandet har solgt mere end 12 millioner album. Era er også kendte blandt udøvere af MMA da deres sang "Enae Volare Mezzo" er temasang for Fedor Emelianenko, ligesom sangen "Ameno Dorime" bruges af Fedors lillebror Aleksander Emelianenko.
Til Eras livekoncerter er vokalister ofte klædt i middelalderligt tøj og rustning.

## Diskografi

### Studiealbums
| Titel                   | År   | Højeste histlisteplacering | Højeste histlisteplacering | Højeste histlisteplacering |
| Titel                   | År   | FRA                        | AUS                        | BE (Wa)                    |
| ----------------------- | ---- | -------------------------- | -------------------------- | -------------------------- |
| Era                     | 1996 | 1                          | 53                         | 1                          |
| Era 2                   | 2000 | 2                          | 53                         | 2                          |
| The Mass                | 2003 | 4                          | ー                         | 5                          |
| Reborn                  | 2008 | 6                          | ー                         | 10                         |
| Classics                | 2009 | 3                          | ー                         | ー                         |
| Classics II             | 2010 | 14                         | ー                         | ー                         |
| Arielle Dombasle by Era | 2013 | ー                         | ー                         | ー                         |
| The 7th Sword           | 2017 | ー                         | ー                         | 45                         |

### Opsalingslabum
| Titel                | År   | Højeste hitlisteplacering |
| Titel                | År   | FRA                       |
| -------------------- | ---- | ------------------------- |
| The Legend           | 2000 | 65                        |
| Misere Mani          | 2001 | ー                        |
| The Very Best of Era | 2004 | —                         |
| Chapter One          | 2006 | ー                        |
| Collection Prestige  | 2007 | ー                        |
| The Essential        | 2010 | —                         |

### Singler og EP'er
| Titel                     | År   |
| ------------------------- | ---- |
| Ameno                     | 1996 |
| Mother                    | 1997 |
| Misere Mani               | 1998 |
| Enae Volare Mezzo         | 1998 |
| Infanati                  | 2000 |
| Divano                    | 2000 |
| Don't U                   | 2001 |
| The Mass                  | 2003 |
| Looking for Something     | 2003 |
| Don't Go Away             | 2003 |
| Kilimandjaro              | 2008 |
| Ave Maria                 | 2013 |
| 7 Seconds                 | 2017 |
| Kilimandjaro (Dark Remix) | 2017 |

### Dobbeltalbums
| Titel             | År   | Højeste hitlisteplacering |
| Titel             | År   | FRA                       |
| ----------------- | ---- | ------------------------- |
| Era & Era 2       | 2003 | 102                       |
| Reborn & Classics | 2010 | 187                       |

### Bootleg albums
| Titel             | År   |
| ----------------- | ---- |
| Infinity          | 1998 |
| Looking From East | 1999 |
| Sacredness        | 1999 |
| Magic Spirit      | 1999 |